# Heligmomerus taprobanicus
Heligmomerus taprobanicus är en spindelart som beskrevs av Simon 1892. Heligmomerus taprobanicus ingår i släktet Heligmomerus och familjen Idiopidae.
Artens utbredningsområde är Sri Lanka. Inga underarter finns listade i Catalogue of Life.